# Sinularia larsonae
Sinularia larsonae is een zachte koraalsoort uit de familie Alcyoniidae. De koraalsoort komt uit het geslacht Sinularia. Sinularia larsonae werd in 1982 voor het eerst wetenschappelijk beschreven door Verseveldt & Alderslade. 